# 森山大道
森山 大道（もりやま だいどう、本名：ひろみち、1938年10月10日 - ）は、日本の写真家。大阪府池田市生まれ。
ハッセルブラッド国際写真賞、ドイツ写真家協会賞、朝日賞、毎日芸術賞、日本写真協会作家賞などを受賞。
世界各国で高く評価されており、アメリカ、イタリア、イギリス、フランス、オーストリア、ベルギー、ドイツ、中国、スペインなどでも個展を開いている。
東京工芸大学客員教授、京都造形芸術大学客員教授、専門学校東京ビジュアルアーツ顧問、専門学校名古屋ビジュアルアーツ特別顧問。
過去に、ワークショップ写真学校や東京写真専門学校（現 東京ビジュアルアーツ）の講師など、さまざまな写真教育活動に当たるなど、教育活動も行っている。

## 略歴

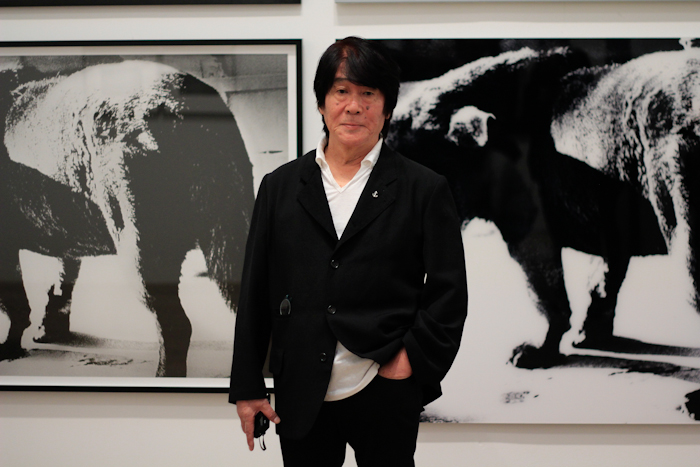
ロンドンにて

- 1938年10月10日　大阪府池田町（現：池田市）で生誕。森山家は島根県大田市の出。父親の転勤で各地を転々、広島、島根、千葉、東京など育ち、小学校5年の時、大阪に戻る。
- 1954年　平安高等学校二部（夜間部）に入学するが中退。
- 1955年　大阪市立工芸高等学校図案科（二部）に入学するが中退[1]。
- 1958年　フリーの商業デザイナーとして、大阪市中央区平野町に事務所を設立。
- 1959年　岩宮武二のスタジオにアシスタントとして入る。
- 1961年　岩宮の紹介で写真家集団「VIVO」に参加するため上京するも、参加直前に解散。
- 1962年　VIVO解散後、細江英公の助手となる。
- 1963年　フリーの写真家となり、神奈川県逗子市へ移る。
- 1964年　横須賀に写真を撮りに通い続ける。
- 1964年　映画『飛べない沈黙』（1966年公開、黒木和雄監督）のスチル撮影を担当する。
- 1966年　主な撮影地を横須賀から熱海、新宿、浅草などに移す。
- 1966年 東京都渋谷に中平卓馬と共同事務所を開設。
- 1967年　「カメラ毎日」に発表した『にっぽん劇場』シリーズなどが評価され、第11回日本写真批評家協会新人賞を受賞。
- 1968年　中平に誘われ、雑誌「プロヴォーク」に第2号より参加する。
- 1969年　「アサヒカメラ」「カメラ毎日」「朝日ジャーナル」「太陽」「デザイン」等の雑誌に写真を発表。
- 1970年　「アサヒカメラ」の表紙を担当すると共に、ドキュメンタリータッチの新聞広告を手がける。
- 1970年　「プロヴォーク」解散。
- 1971年　横尾忠則の誘いにより、ニューヨークに1ヶ月滞在。
- 1972年　「アサヒカメラ」4月号に森山大道特集『特別レポート 森山大道=その映像のナゾ』が組まれる。
- 1974年4月　細江、荒木経惟、東松照明、深瀬昌久、横須賀功光とともに、それぞれが教室を持つ、寺子屋スタイルの「ワークショップ写真学校」を開講。
- 1975年　東京写真専門学校（現専門学校東京ビジュアルアーツ）の専任講師として、総合写真ゼミを担当。
- 1976年3月　ワークショップ写真学校解散。
- 1976年6月　新宿に菊池大一郎、北島敬三、倉田精二、杉本建樹、徳永浩一、山崎和英らとイメージショップ「CAMP」を開設。
- 1977年6月　森山大道塾を開講（翌年3月に閉講）。
- 1978年　約3ヶ月間、札幌に住む。
- 1980年4月　海外で初となる個展をオーストリアのグラーツにて開催。ヨーロッパに1ヶ月間滞在し、古屋誠一とともに各地を巡る。
- 1981年　北島とともに「CAMP」を脱会。
- 1983年　「日本カメラ」A部大型白黒写真コンテストの年間審査員を務める。
- 1983年6月 『光と影』を対象に、日本写真家協会年度賞受賞。
- 1987年6月　ギャラリー「room・801」を渋谷に開設。
- 1988年7月　「room・801」を「FOTO DAIDO」と改称。
- 1988年11月　パリを訪れる。
- 1989年2月　パリおよびモロッコのマラケシュを訪れる。
- 1992年　「FOTO DAIDO」を閉廊。
- 1994年　ギャラリー「プレイスM」に加わる。
- 1995年7月　阪神・淡路大震災支援イベント「HYOGO AID' 95 by ART」に参加し、オリジナルプリントを兵庫県立美術館に寄贈。
- 1998年10月　還暦を祝う「赤犬の会」を開催。
- 2000年3月　東京ビジュアルアーツの専任講師を辞退し顧問となる。
- 2000年4月　東京工芸大学客員教授に就任。
- 2001年9月　藤井謙二郎監督によるドキュメント映画『≒森山大道』公開[2]。
- 2003年1月　第44回毎日芸術賞受賞。
- 2004年10月　ドイツ写真家協会賞、日本写真家協会作家賞受賞。
- 2005年4月　京都造形芸術大学情報デザイン学科客員教授に就任。
- 2009年　写真集『北海道』で第21回写真の会賞受賞。
- 2012年　国際写真センター（ICP）インフィニティ賞生涯功績部門受賞。
- 2018年　フランス芸術文化勲章シュヴァリエ受章。
- 2019年　第39回ハッセルブラッド国際写真賞受賞[3]。日本人としては濱谷浩、杉本博司、石内都に次ぐ四人目の受賞。
- 2021年1月　2020年度朝日賞受賞[4]。
- 2024年1月　カニエ・ウェストの新アルバム、「bully」のジャケット写真を撮影

## 評価
森山は「アレ・ブレ・ボケ」と形容される作風が特徴とされる。（アレ：高温現像による粒子の荒れ）
『眼の狩人』（大竹昭子）によると、「アレ・ブレ・ボケ」と形容される作風は1964年8月号の『現代の眼』が最初だが、ただし1965年の「ヨコスカ」も含め、ブレボケ写真はそれほどあるわけではないという。

## エピソード
- 安井仲治を敬愛しており、1987年には写真集『仲治への旅』を出版している。

## 作品

### 雑誌等の作品
- 1964年 『東京・国立競技場』「フォトアート」5月号
- 1964年 『I am a king・通行人』「フォトアート」8月号 グラビアページ
- 1965年 『無言劇』「現代の眼」2月号
- 1965年 『アフタヌーン・ヨコスカ』「フォトアート」4月号
- 1965年 『ヨコスカ』「カメラ毎日」8月号
- 1966年 『ショウの底辺（見世物の歴史）』「俳句」連載（寺山修司の指名による）
- 1966年 『街に戦場あり』「アサヒグラフ」9〜12月号（寺山修司のエッセイに森山と中平卓馬が交互に写真を担当）
- 1967年 『にっぽん劇場』「カメラ毎日」連載
- 1968年 『国道シリーズ』（『北陸街道』『暁の一号線』『みちのく元旦』『東名-人間を駆使する道』『東京環状・国道16号線　オンザロード　疾走する車窓からの狙撃-日本の現在がそこにある』）（ヒッチハイクをしながら国道の写真を撮るシリーズ。ジャック・ケルアックの『路上』の影響）
- 1969年 『アクシデント』「アサヒカメラ」 1〜12月号
- 1970年 『いまの人は、70年代の百人⑦　森山大道』「朝日新聞」1月8日
- 1970年 『スキャンダラス』「週刊プレイボーイ」（ヌード写真）
- 1971年 『何かへの旅』「アサヒカメラ」1〜12月号（『三沢の犬』など、代表作を次々に発表）
- 1972年 『路上』『撮る決意』読売新聞 連載
- 1972年 『桜火』「カメラ毎日」6月号
- 1973年 『地上』「アサヒカメラ」1〜12月号
- 1973年 『日本三景シリーズ』「カメラ毎日」 12月号、翌1974年2・4月号
- 1981年7月 『光と影』「写真時代」連載
- 1981年10月 『森山大道アングル'81』「毎日グラフ」連載 （西井一夫の依頼による）
- 1981年 『大菩薩峠』「アサヒカメラ」12月号
- 1982年 『犬の記憶』「アサヒカメラ」4月〜翌1983年6月号
- 1983年 「カメラ毎日」の表紙を担当（1年間）
- 1984年8月 『仲治への旅』「写真時代」連載 （1985年7月まで）
- 1988年 『中平卓馬への手紙』「文藝」（季刊誌）連載 春期号から連続5回
- 1989年 『II都物語』「文藝」連載 春期号から連続5回
- 1996年10月 『写された女たち十選』日本経済新聞 連載
- 1997年1月 『犬の記憶・終章』「アサヒグラフ」連載 （12月まで）
- 1998年1月 『二都物語』読売新聞夕刊 連載
- 1998年5月 「10+1」INAX出版 連載
- 2000年 『カーブミラー2000』読売新聞夕刊 連載（1年間）

### 写真集
- 1968年 『にっぽん劇場写真帖』（室町書房）
- 1972年 『写真よさようなら』（写真評論社）
- 1972年 『狩人』（中央公論社）
- 1972年 『蜉蝣』（芳賀書店）
- 1976年 『遠野物語』（朝日ソノラマ）
- 1978年 『続にっぽん劇場写真帖』（朝日ソノラマ）
- 1982年 『光と影』（冬樹社）
- 1987年 『仲治への旅』（蒼穹舎）
- 1989年 『MORIYAMA Daido 1970-1979』（蒼穹舎）
- 1990年 『サン・ルゥへの手紙』（河出書房新社）
- 1993年 『Daido hysteric no.4 1993』（ヒステリック・グラマー）
- 1993年 『COLOR』（蒼穹舎）
- 1994年 『Daido hysteric no.6 1994』（ヒステリック・グラマー）
- 1994年 『森山大道新刊写真集展』（オン・サンデーズ）
- 1995年 『Imitation』（タカ・イシイギャラリー）
- 1995年 『犬の時間（とき）』（作品社）
- 1995年 『にっぽん劇場写真帖 フォト・ミュゼ』（新潮社） - 1968年の再版
- 1997年 『森山大道 狩人』（タカ・イシイギャラリー） - 復刻版
- 1997年 『日本の写真家37 森山大道』（岩波書店）
- 1997年 『OSAKA Daido hysteric no.8』（HYSTERIC GLAMOUR）
- 1998年 『Fragments: Representation of Moriyama』（シナジー幾何学）
- 1999年 『MORIYAMA Daido COLOR 2』（蒼穹舎）
- 1999年 『水の夢』（蒼穹舎）
- 1999年 『4区 Passage』（ワイズ出版） - ポラロイドによる写真集
- 1999年 『VISIONS of JAPAN MORIYAMA Daido : PARIS』（光琳社出版）
- 2001年 『DAIDO MORIYAMA 55』（Phaidon Press） - イギリス
- 2002年 『transit』 - オフィシャルWebサイトでの販売
- 2002年 『新宿』（月曜社）
- 2002年 『'71-NY』（Roth Horowitz） - アメリカ
- 2002年 『PLATFORM』（タカ・イシイギャラリー）
- 2002年 『新宿』（タカ・イシイギャラリー）
- 2003年 『Complete Works Vol.1』（ダイワラジエーター製作所）
- 2004年 『Complete Works Vol.2〜4』（ダイワラジエーター製作所）
- 2004年 『彼岸は廻る 越後妻有版「真実のリア王」写真記録集』（現代企画室）
- 2004年 『NOVEMBRE』（月曜社）
- 2004年 『ROUTE 16』 - オフィシャルWebサイトでの販売
- 2004年 『Daido Moriyama: Remix』（ギャラリー・カメル・マヌー） - フランス
- 2005年 『森山・新宿・荒木』（平凡社）
- 2006年『t-82』（パワーショベル刊）ISBN 4434085085　（Holgaを使って撮った写真集）
- 2007年 『記録6号』（Akio Nagasawa Publishing） - オフィシャルWebサイトでの販売
- 2007年 『凶区/Erotica』（朝日新聞社出版局）
- 2007年 『記録7号』（Akio Nagasawa Publishing） - オフィシャルWebサイトでの販売
- 2022年『森山大道　写真とは記憶である』（平凡社 別冊太陽 日本のこころ）- 森山大道写真財団監修
- 2023年『The Tokyo Toilet』（スイッチ・パブリッシング）

### そのほか
- 1966年 長編小説『あゝ荒野』（寺山修司、現代評論社）表紙写真
- 1996年5月 猪瀬光とともに、井上青龍写真展「釜ヶ崎」企画構成
- 2001年 「写真よさようなら」が、中平卓馬の「来たるべき言葉のために」、荒木経惟の「センチメンタルな旅」「プロヴォーク」1〜3号とともに「The Japanese Box」ISBN 3882433019として復刻された。

### 著書
- 1970年 写真・エッセイ集『まずたしからしさの世界をすてろ』（共著、田畑書店）
- 1984年 エッセイ集『犬の記憶』（朝日新聞社）
- 1985年 エッセイ集『写真との対話』（青弓社）
- 1995年 エッセイ集『写真との対話』改訂版（青弓社）
- 1995年 エッセイ集『写真から/写真へ』（青弓社）
- 1997年 ビデオ『スペシャルアラキネマ 荒木経惟VS森山大道』（クエスト）
- 1998年 エッセイ集『犬の記憶 終章』（朝日新聞社）
- 2000年 エッセイ・対談集『過去はいつも新しく、未来はつねに懐かしい』（青弓社）
- 2001年 エッセイ集『犬の記憶』文庫版（河出書房新社） - 1984年の復刻版
- 2001年 エッセイ集『犬の記憶 終章』文庫版（河出書房新社） - 1998年の復刻版
- 2004年 エッセイ集『MEMORIES OF DOG』（NAZRAELI PRESS）- 『犬の記憶』の英訳版
- 2004年 DVD『森山大道 in PARIS カルティエファウンデーションにて』
- 2005年 小説・写真集『あゝ、荒野』（パルコ出版） - 1966年の長編小説に写真集をつけたもの

## 取り上げられた作品
- 1996年2月 「写真家　森山大道 1996 - 路上の犬は何を見た?」（日本テレビ「美の世界」）
- 1997年 「森山大道特集」（季刊雑誌「プリンツ21」秋号）
- 2000年3月 「森山大道特集」（NHK「美の朝」）
- 2001年7月4日 「犬の視線 新宿断片」（東京新聞）
- 2001年9月 藤井謙二郎監督によるドキュメント映画「≒森山大道」公開（2002年8月にDVDとして発売）
- 2004年4月 「その路地を右へ」（「coyote」創刊号）
- 2005年4月 「絶対平面都市」（「季刊d/sign」no.10）
- 2009年「その路地を右へ 森山大道・東京を撮る」（NHK）[5]